# Ostatnie życzenie (opowiadanie)
Ostatnie życzenie – opowiadanie z gatunku fantasy Andrzeja Sapkowskiego, ze zbioru Ostatnie życzenie. Należy do serii opowiadań o wiedźminie Geralcie z Rivii.

## Bohaterowie
W opowiadaniu występują:
- Geralt z Rivii – wiedźmin z cechu wilka.
- Jaskier – bard i poeta, przyjaciel Geralta.
- Yennefer z Vengerbergu – czarodziejka, w której zakochuje się Geralt.
- Chireadan – elf, zakochany w Yennefer.
- Errdil – elf, krewny Chireadana.
- Neville – burmistrz miasta.
- Krepp – arcykapłan, wróg Yennefer.
- Vratimir – rycerz.
- Wawrzynosek – rajca, zastępca Neville'a, wróg Yennefer.

## Fabuła
Geralt i Jaskier znajdują zapieczętowany stary dzban, z którego uwalniają dżinna. Jaskier wypowiada dwa życzenia lecz nie zdąży ujawnić trzeciego, gdy dżin zaczyna go dusić. Geralt odpędza ducha (jak sądzi – egzorcyzmem), nie potrafi jednak uratować Jaskra, więc zabiera go do pobliskiego miasta. Ponieważ jest późno strażnicy nie chcą ich wpuścić za bramę. W barbakanie spotykają rycerza Vratimira i dwa elfy: Chireadana i Errdila, którzy niestety również nie potrafią wyleczyć Jaskra. Jedynym ratunkiem jest czarodziejka Yennefer z Vengerbergu, która przebywa w mieście.
Wiedźmin rusza do domu kupca Beau Berranta, gdzie przebywa Yennefer. Czarodziejka jest zła, że ją ktoś nachodzi o tej porze, jednak godzi się pomóc Jaskrowi.
Yennefer leczy Jaskra, lecz nie bezinteresownie – chce by Geralt oddał jej pieczęć od dzbana, dzięki której mogłaby władać dżinem. Wiedźmin spełnia jej żądanie, lecz w trakcie rozmowy stopniowo paraliżuje go czar Yennefer, która zmusza go, by w jej imieniu zemścił się na paru ważnych osobach w tym mieście, które jej ubliżyły. Geralt wykonuje częściowo jej polecenie, mdleje i ląduje w lochu razem z Chireadanem, broniącym go przed strażnikami. Gdy Geralt odzyskuje przytomność elf opowiada mu, co się wydarzyło. Chireadan ma nadzieję, że do miasta wróci burmistrz Neville, który jest jego znajomym i wyda sprawiedliwy wyrok, w przeciwnym wypadku sądzić ich będą rajcy, w tym dwóch pobitych przez Geralta. W celi odwiedzają ich strażnicy, z których jeden pobiwszy Geralta pyta go, czy ma jakieś życzenia. Wiedźmin życzy mu by pękł co niespodziewanie się spełnia.
Do miasta powraca burmistrz Neville. Wzywa on do siebie obu skazańców i żąda wyjaśnień. Jest na nich wściekły, ale wspólnie z kapłanem Kreppem stwierdza z całą pewnością, że całe to zamieszanie powstało z powodu czarodziejki Yennefer. Krepp wyjaśnia również, że za pomocą pieczęci można władać dżinem i zmuszać go do spełnienia życzeń. Yennefer tymczasem prowokuje Jaskra, by wypowiedział ostatnie życzenie: by wszyscy uwierzyli, że Geralt jest niewinny. Potem wyrzuca go przez portal do pokoju burmistrza, przesłuchującego właśnie Geralta i Chireadana. Zaraz po tym czarodziejka łapie dżina w magiczny okrąg i próbuje go schwytać. Nie może tego jednak zrobić, dopóki osoba rządząca dżinem nie wypowie wszystkich trzech życzeń. Geralt orientuje się, iż w rzeczywistości panem dżina – wbrew temu co wszyscy wcześniej przypuszczali – nie jest Jaskier, ale on sam (stąd pierwotna ucieczka dżina i zaniechanie przez niego zaduszenia Jaskra, a także pęknięcie kata w celi). Teraz dżin szarpie się i próbując się uwolnić niszczy całe miasto. Geralt postanawia powstrzymać Yennefer. Krepp tworzy portal i wiedźmin wbiega do jej pokoju. Czarodziejka chce go wyrzucić. Uwzięła się, że schwyta dżina, bez względu na cenę. Geralt przyznaje jej się, iż to jego życzenia spełnia dżin. Na żądanie czarodziejki wypowiada ostatnie związując swój los z Yennefer, w której jest zakochany. Dżin spełnia życzenie, uwalnia się i ucieka. Niszczy przy tym dom, w którym przebywają wiedźmin i czarodziejka, lecz na szczęście nic im się nie dzieje złego i zaczyna się ich romans.